# Onder de groene hemel
Onder de groene hemel is een in 2015 opgevoerde Nederlandse musical over de jaren 1969-1974, waarin Jimmy (René van Kooten) probeert in de tijd van de flowerpower zijn toekomstige ouders bij elkaar te brengen en te houden.

## Rolverdeling
- René van Kooten als Jimmy
- Sophie Veldhuizen als Barbara Groenendaal
- Thomas Cammaert  als Berend de Jager
- Anne-Mieke Ruyten als Anna Groenendaal
- Hanneke Last als Julia Bloem
- Jan Elbertse als Bavo Groenendaal
- Daan Smits als Stefan Cruquius en als Roel van Dam
- Myrthe Boerebach als Hannelore
- Simon Daniël Brommer als Cees
- Eline Havenaar als Maria

## Liedjes
Enkele van de liedjes die in de musical worden gezongen:
- Avond
- Jimmy
- Het Land van Maas en Waal
- Malle Babbe
- Pastorale
- Prikkebeen
- Verdronken vlinder
- Welterusten, meneer de president